# Hyrdehund
En hyrdehund er en hund, der er trænet i at hyrde husdyr, eller som tilhører en hunderace, der er fremavlet til denne brug.

## Brug
En hyrdehund hjælper landmanden med at samle en flok af for eksempel; geder, køer, får og heste. Den cirkler rundt om flokken og samler på den måde dyrene. Hundene er også mere vagtsomme, end de fleste andre hunde. De er trænet og vokset op med at passe på deres dyr, dermed også deres menneskelige familie. I virkeligheden er dyrene bange for hunden. Så hundens størrelse er faktisk lige meget – de er bange alligevel.
Der er ca. 20 hunderacer der egner sig til ansvaret at være hyrdehund: Australsk Kelpie, Australian Shepherd, Australian Cattledog, Bearded Collie, Belgisk Hyrdehund, Border Collie, Collie, Briard, Hollandsk Hyrdehund, Loncashire Heeler, Old English Sheepdog, Schapendoes, Schipperk og Shetland Sheepdog.
At være hyrdehund er et stort pres for hunde. De skal have tid og plads til at kunne slappe af og lege udenfor. Mange hyrdehunde får stress og bliver alvorligt syge. Der findes flere myter om, at man skal give dem mere arbejde så de kan sove om natten, og det er der mange der har taget alvorligt. Deres hunde har fået stress og de fleste dør faktisk af det.
Hyrdehunde stammer helt tilbage fra der hvor danskerne begyndte at holde husdyr. De fleste hyrdehunde er kraftige og robuste så de kan samle dyr i  alt slags vejr. Overfor andre mennesker kan en hyrdehund godt opføre sig lidt reserveret og selvstændige. De føler at de skal beskytte deres ejere, i modsætning til normale kælehunde. De er langt mere imødekommende og glade – selv overfor fremmede. 
En hyrdehund behøver nødvendigvis ikke at være en tjenestehund. Mange har hyrdehunde som regulære kæledyr, de bliver bare kaldt hyrdehunde på grund af deres race. 
| Hund | Spire Denne hunderelaterede artikel er en spire som bør udbygges. Du er velkommen til at hjælpe Wikipedia ved at udvide den. |